# Libnotes (Neolibnotes) biprotensa
Libnotes (Neolibnotes) biprotensa is een tweevleugelige uit de familie steltmuggen (Limoniidae). De soort komt voor in het Australaziatisch gebied.